# Scutellinia cejpii
Scutellinia cejpii är en svampart som först beskrevs av Josef Velenovský, och fick sitt nu gällande namn av Svrcek 1971. Scutellinia cejpii ingår i släktet Scutellinia och familjen Pyronemataceae.  Arten är reproducerande i Sverige. Inga underarter finns listade i Catalogue of Life.